# Anthonius Lucius
Christophorus Anthonius Lucius (auch: Christoph Anton Lucius sowie Anthon Lucius oder Anton Lucius; geboren 1. Januar 1635 in Rinteln; gestorben 4. September 1704 in Hannover) war ein bekannter Gelehrter seiner Zeit und Universitätsprofessor an der Alma Ernestina von 1663 bis 1670. Der Korrespondent mit dem Universalgelehrten Gottfried Wilhelm Leibniz spielte als Kurfürstlich Braunschweig-Lüneburgischer Hofrat und Rechtsberater des Landesherrn eine Rolle in der sogenannten Königsmarck-Affäre.

## Leben

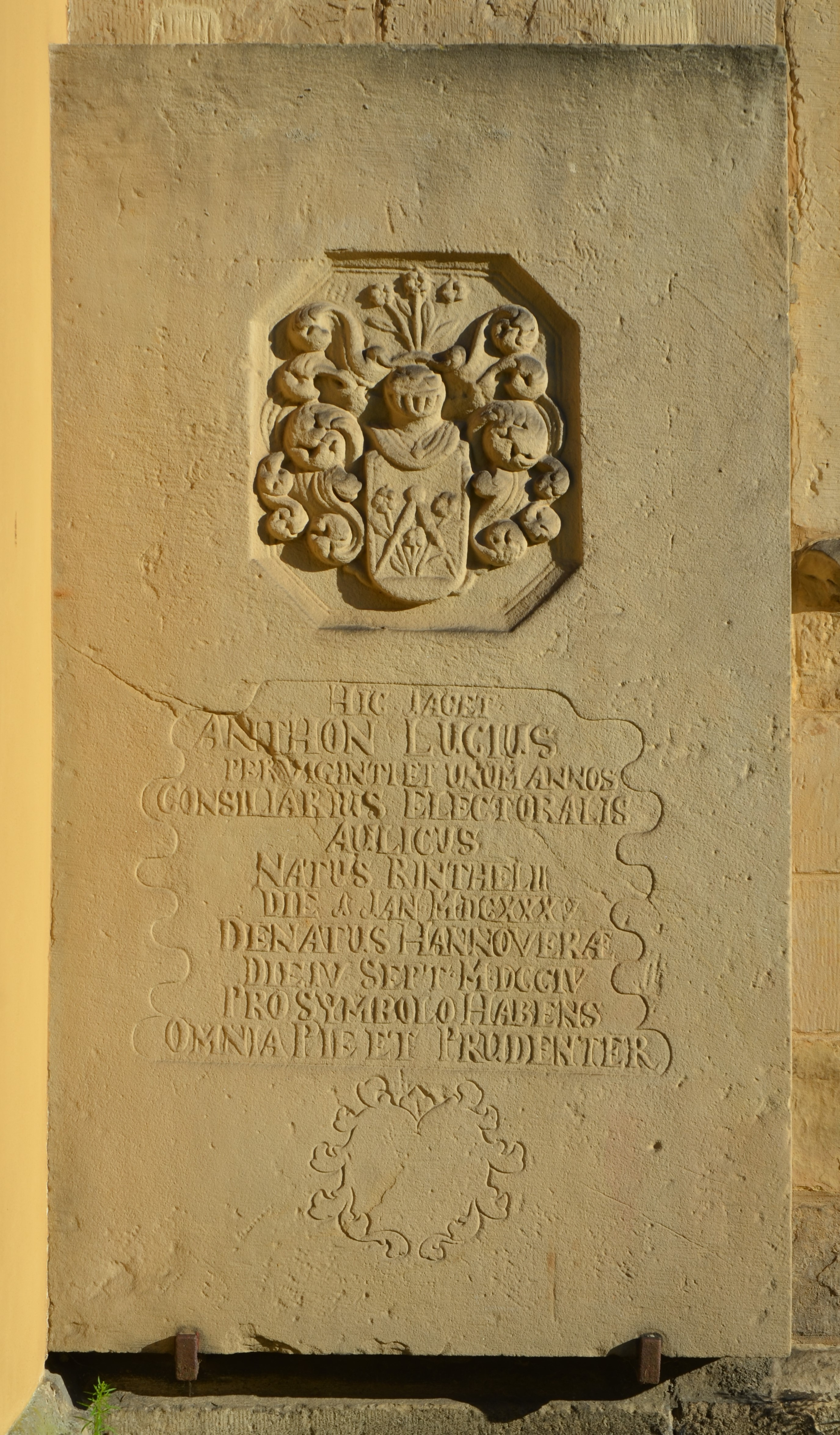
Grabplatte mit dem Wappen des Anthon Lucius an der Neustädter Hof- und Stadtkirche St. Johannis, Calenberger Neustadt, Hannover

Anthonius Lucius war ein Sohn und eines von sechs Kindern von Petrus Lucius (1590–1656) und dessen Ehefrau Agnes Bonau (Agnes Baunag; 1602–1665). Sein Vater war von 1622 bis 1656 Universitätsdrucker an der Universität Rinteln.
Lucius studierte bereits im Alter von 15 Jahren Philosophie an der Universität Rinteln. 1653 beendete er sein Studium mit einer Disputation zum Thema De malo principe sive tyranno bei Reinhard König. Ab dem 23. Oktober 1657 folgten weitere Studien zunächst am Gymnasium Illustre in Bremen, dann seit seiner Immatrikulation 7. April 1658 an der Universität Gießen und ab 1659 an der Alma Mater Rostochiensis in Rostock, wo er mit „Iur. 22. Maii 1660 me Alb. Willebrando rectore“ verzeichnet wurde.
In der Zeit vom 4. April 1663 bis 1670 war Lucius außerordentlicher Professor an der juristischen Fakultät der Universität Rinteln. Ebenda wurde er auch 1664 mit der Arbeit Theses iuridicæ miscellæ inaugurales bei Johann Martin Brandes promoviert.
Um 1665 wurde Lucius zum Schaumburg-Lippischen Rat ernannt und wirkte dann an der Residenzstadt Bückeburg.
Ab 1683 wirkte Lucius als Kurfürstlich Braunschweig-Lüneburgischen Hofrat in Hannover. Als Rechtsberater des Kurfürsten Georg Ludwig, der später in Personalunion zwischen Großbritannien und Hannover als Georg I. den englischen Thron bestieg, beriet Lucius den Kurfürsten, „als dieser sich von seiner Frau (gleichzeitig seine Cousine) Sophie Dorothea“ scheiden ließ, die dann als „Prinzessin von Ahlden“ bekannt wurde. Laut dem Historiker Friedrich Christoph Förster soll Lucius ein Freund der Kurprinzessin gewesen sein und möglicherweise einem Zeugen des ausführlich beschriebenen Mordes an Philipp Christoph von Königsmarck, dem aus Heidelberg stammenden und bei der Kurprinzessin beschäftigten Wachsbossierer und Lackkünstler Bernhard Zeuyner nach der Tat durch einen von Lucius beauftragten Livrierten bei der Flucht geholfen haben.
Zwischen 1692 und 1696 verkaufte Lucius den Oberstenhof in Bückeburg an den Schaumburg-Lippischen Grafen.
Lucius wurde in der Calenberger Neustadt in der Neustädter Hof- und Stadtkirche St. Johannis beigesetzt. Sein Grabstein findet sich heute an der Außenmauer der Kirche.

## Familie
Anthonius Lucius erste Tochter wurde 1659 in Rinteln begraben. Seine Tochter Lucia Magdalena (getauft am 28. Oktober 1665 in Rinteln; gestorben am 3. Januar 1744 in Dannenberg) heiratete am 5. Dezember 1689 in Bückeburg den Kurfürstlich Braunschweig-Lüneburgischen Amtmann Johann Philip Quirll.

## Leibniz-Korrespondent
Anton Lucius ist an zahlreichen Stellen der zum Weltdokumentenerbe der UNESCO zählenden Schriftverkehrs des Universalgelehrten Gottfried Wilhelm Leibniz erwähnt. Lucius selbst verfasste am 9. April 1697 einen erhalten Brief an Leibniz.

## Lucius-Bibliothek
Ab März 1705 wurde durch den Buchhändler Nicolaus Förster die Bibliothek des verstorbenen Hofrates Lucius in drei Teilen versteigert. Leibniz erwarb auf diese Weise Bücher von den Lucischen Erben für die Bibliothek Augusta in Wolfenbüttel. Aus der vornehmlich orientalische Bücher umfassenden Bibliothek des Verstorbenen gelangten so 218 Bände für 155 Taler in die Augusta.

## Kunstsammlung
Nach dem Tod des Hofrates fand ab dem 25. Juli 1706 in „Hannover, Auf der Neustadt in der Frau Commissariin von Windheim Behausung“ eine Versteigerung des gesamten Hausrates des „Churfürstl, Braunschw. Lüneb. Hoff=Rath Herrn Anton Lucio“ statt. In einem – heute in der Herzog August Bibliothek in Wolfenbüttel (HABW) erhaltenen – für seine Zeit sehr frühen, anonym gedruckten Versteigerungskatalog wurden neben zahlreichen Kunstgegenständen, Statuen, Figuren, Porzellan, „allerhand absonderlich außländischen Raritäten und Curiositäten“ sowie Möbeln und Porträts beispielsweise aus Alabaster oder Holz unter anderem auch 115 Lose „Gemählde und Schildereyen“ angeboten. Unter den mehr als 100 Gemälden fanden sich zumeist Porträt-Miniaturen ohne Künstlersignatur, aber auch Bilder von Lucas Cranach dem Älteren sowie ein Porträt von Martin Luther und als dessen Gegenstück das seiner Ehefrau aus dem Jahr 1526.